# Chūichi Date

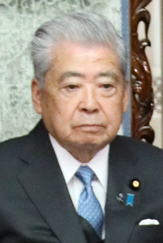
Chūichi Date (2018)

Chūichi Date (japanisch 伊達 忠一 Date Chūichi; * 20. Januar 1939 in Ashibetsu, Hokkaidō) ist ein ehemaliger japanischer Politiker der Liberaldemokratischen Partei (Machimura-Faktion). Von 2001 bis 2019 war er für drei Mandatsperioden Abgeordneter für Hokkaidō im Sangiin, dem Oberhaus des japanischen Parlaments, zuletzt von 2016 bis 2019 Präsident der Kammer.

## Leben
Date arbeitete nach seiner Ausbildung zum medizinisch-technischen Assistenten (Staatsprüfung als rinshō kensa gishi an der heutigen präfekturbetriebenen Akademie für Gesundheitspflege) ab 1963 zunächst am Krankenhaus der Medizinischen Universität Sapporo, 1965 gründete er sein eigenes Labor, das Sapporo Rinshō Kensa Center K.K. (engl. Sapporo Clinical Laboratory Inc.).
1983 wechselte Date in die Politik, als er bei den einheitlichen Regionalwahlen 1983 für die Stadt Ashibetsu ins Präfekturparlament gewählt wurde. 1987 abgewählt kandidierte er ab 1991 im Atsubetsu-ku von Sapporo (zwei Mandate) – im Shūgiin-Wahlkreis von Nobutaka Machimura gelegen – und wurde für insgesamt drei weitere Legislaturperioden im Amt bestätigt, zuletzt 1999 ohne Abstimmung. 2001 wechselte er in die nationale Politik, seinen Sitz im Präfekturparlament gewann 2003 sein ältester Sohn Tadamasa (忠応), der aber 2007 nach einem Skandal wegen Trunkenheit am Steuer zurücktrat.
Bei der Sangiin-Wahl 2001 kandidierte Date in Hokkaidō (zwei Mandate je Wahl), wo die LDP 1995 ohne Sitz geblieben war. Er erhielt knapp eine Million Stimmen und zog mit dem klar höchsten Stimmenanteil vor Katsuya Ogawa (DPJ) ins Sangiin ein, 2007 wurde er mit dem zweithöchsten Stimmenanteil hinter Ogawa für weitere sechs Jahre wiedergewählt. Im Sangiin war Date Vorsitzender der Ausschüsse für Wirtschaft, Handel und Industrie (2006–2007) und für Verwaltungsaufsicht (2009–2010). Von 2004 bis 2005 war er während des 2. Kabinetts Koizumi parlamentarischer Staatssekretär im Ministerium für Land, Infrastruktur und Verkehr. Unter den Premierministern Abe, Fukuda und Asō war er einer der stellvertretenden Generalsekretäre der nationalen LDP; von 2003 bis 2007 war er Vorsitzender der LDP Sapporo.
Im zweiten Kabinett Abe war Date von 2012 bis 2013 Staatssekretär im Kabinettsbüro. Bei der Sangiin-Wahl 2013 wurde er in Hokkaidō sicher (903.693 Stimmen, 37,7 %) mit deutlichem Vorsprung auf Ogawa (583.995 Stimmen, 24,4 %) für eine dritte Amtszeit wiedergewählt. Von 2014 bis 2016 war er Generalsekretär der LDP-Sangiin-Abgeordneten.
Für die Sangiin-Wahl 2019 erklärte Date seinen Rückzug aus der Politik und trat nicht mehr für eine Wiederwahl an.